# Kostel Nanebevzetí Panny Marie (Úžice)
Kostel Nanebevzetí Panny Marie v Úžicích je filiální kostel na hřbitově u hlavní silnice uprostřed obce Úžice v kutnohorském okrese Středočeského kraje. Původně románský kostel ze třináctého století patří do sázavské farnosti.

## Historie

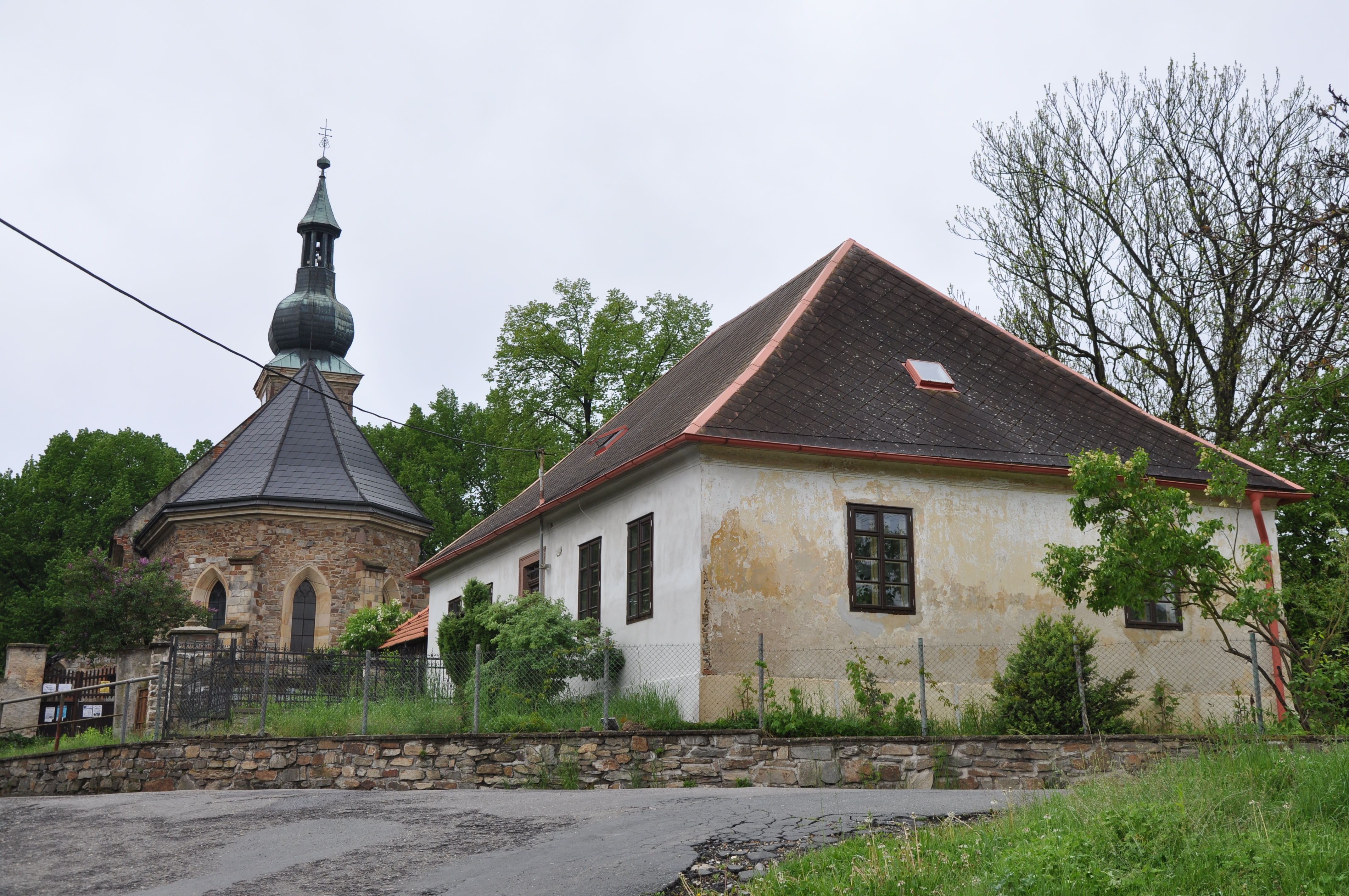
Úžický kostel a bývalá fara

Kostel byl podle Anežky Merhautové postaven v románském slohu v první čtvrtině třináctého století (podle Emanuela Pocheho už ve dvanáctém století), ale z původní stavby se dochovala jen severní stěna lodi a věž. Ostatní zdivo lodi je raně gotické, presbytář byl přistavěn až v patnáctém století a raně barokní sakristie ve století sedmnáctém.
První písemná zmínka o kostele je z roku 1352, kdy byl farním kostelem kouřimského děkanátu. O patronátní právo k němu se dělila vrchnost z Talmberka a Ratají, ale roku 1404 došlo ke sporu o kandidáta na faráře mezi Divišem z Talmberka a králem Václavem IV., který si nárokoval právo na ratajské panství. Úžická fara zanikla během husitských válek a kostel byl od té doby spravován jako filiální z Ratají. Zasvěcení Panně Marii se poprvé objevilo roku 1631. V roce 1787 byla v Úžicích zřízena lokálie a roku 1854 došlo k obnovení fary. Od roku 2009 je kostel spravován z farnosti Sázava-Černé Budy.
V roce 1896 byly kutnohorskou firmou Antonín Mölzer na novém kůru kostela postaveny varhany.

## Stavební podoba
V západním průčelí původně drobného tribunového kostelíka stála čtverhranná věž a východ lodi nejspíše ukončovala apsida. Při gotických přestavbách byla loď rozšířena směrem k jihu. Pětiboký presbytář je sklenut jediným polem žebrové klenby. Jednotlivá klenební žebra mají figurálně zdobené patky (některé figury jsou novodobé) a sbíhají se ve svorníku se znakem pánů z Talmberka.
Kromě stavby sakristie byla v baroku zvýšena věž a opatřena bání s lucernou. Do jejího interiéru bylo vestavěno točité schodiště. Omítky fasády byly odstraněny při puristických úpravách v letech 1906–1909. Při nich byla také vyměněna ostění oken presbytáře a vybourána okna ve věži. Většina zařízení je novogotická. Hlavní oltář z roku 1910 zhotovil Josef Krejčík. Ze staršího období pochází rokoková křtitelnice, socha Panny Marie ze druhé poloviny sedmnáctého století a obraz svatého Jana Nepomuckého z poloviny osmnáctého století.

## Bohoslužby
Pravidelné bohoslužby se zde konají vždy třetí sobotu v měsíci (v letním období od 18.00, v zimním od 16.30), a poutní mše v době svátku Nanebevzetí Panny Marie. Administrátorem je Radim Cigánek.